# Alex Neustaedter
Alexander Francis Neustaedter (Shawnee Mission, 29 marzo 1998) è un attore statunitense famoso per aver interpretato Bram Bowman nella serie televisiva Colony.

## Biografia
Alex Neustaedter è nato il 29 marzo 1998 a Shawnee Mission, nel Kansas.
Ha debuttato come attore nel 2009 nel cortometraggio Railroad Ties. In quello stesso hanno ha recitato nel film Albino Farm, nel quale interpretò il personaggio di Samuel. L'anno seguente ha recitato nel film Last Breath.
Dopo aver lavorato in diversi cortometraggi, nel 2016 Neustaedter è entrato a far parte del cast della serie televisiva Colony nel ruolo di Bram Bowman.
Ha anche recitato nel film Shovel Buddies, presentato in anteprima mondiale al South by Southwest il 14 marzo 2016. Nel 2018 ha recitato da protagonista nel film A.X.L - Un'amicizia extraordinaria.

## Filmografia

### Cinema
- Railroad Ties, regia di Brian Lemmons - cortometraggio (2009)
- Albino Farm, regia di Joe Anderson (2009)
- Deerhunter, regia di Zach Jones e Chad Sogas - cortometraggio (2009)
- Last Breath, regia di Ty Jones (2010)
- Charlie, regia di Brett Cramer - cortometraggio (2012)
- Imagine Dragons: I Bet My Life, regia di Jodeb - cortometraggio (2014) uscito in home video
- Ithaca - L'attesa di un ritorno (Ithaca), regia di Meg Ryan (2015)
- Let Go, regia di Kevin Kobori - cortometraggio (2015)
- Shovel Buddies, regia di Si & Ad (2016)
- Walking Out, regia di Alex Smith ed Andrew Smith (2017)
- The Tribes of Palos Verdes, regia di Brendan Malloy ed Emmett Malloy (2017)
- American Woman, regia di Jake Scott (2018)
- A.X.L - Un'amicizia extraordinaria (A-X-L), regia di Oliver Daly (2018)
- Accidental Diplomats, regia di Darryl Marshak - cortometraggio (2018)
- Low Tide, regia di Kevin McMullin (2019)
- Josie & Jack, regia di Sarah Lancaster (2019)
- L'apparenza delle cose (Things Heard & Seen), regia di Shari Springer Berman e Robert Pulcini (2021)
- It Ends With Us - Siamo noi a dire basta, regia di Justin Baldoni (2024)

### Televisione
- Agents of S.H.I.E.L.D. – serie TV, 1 episodio (2013)
- The Dead Diaries – serie TV, 1 episodio (2014)
- Only Human, regia di Gavin O'Connor – film TV (2014)
- Colony – serie TV, 36 episodi (2016-2018)
- American Rust - Ruggine americana (American Rust) – serie TV, 19 episodi (2021-2024)

### Video musicali
| Anno | Canzone               | Artista          | Note        |
| ---- | --------------------- | ---------------- | ----------- |
| 2011 | "Busy Bein' Born"     | Middle Class Rut | [ 6 ]       |
| 2012 | "Slaves to Substance" | Suicide Silence  | [ 7 ]       |
| 2014 | "I Bet My Life"       | Imagine Dragons  | [ 8 ] [ 9 ] |

## Doppiatori italiani
Nelle versioni in italiano delle opere in cui ha recitato, Alex Neustaedter è stato doppiato da:
- Flavio Aquilone in Ithaca - L'attesa di un ritorno, American Rust - Ruggine americana, It Ends With Us - Siamo noi a dire basta
- Alex Polidori in A.X.L - Un'amicizia extraordinaria
- Lorenzo Crisci in Colony
- Alessio Puccio ne L'apparenza delle cose